# Sindaci di Bisenti
Elenco dei sindaci di Bisenti dalla seconda metà del XVIII secolo.

## Sindaci dal Settecento fino al 1799
Regno delle Due Sicilie
- 1- Giovanni Profeta
- 2- Antonio De Carolis
- 3- Casimiro Di Bartolomeo
- 4- Nicola Marrone
- 5- Pietro Barone
- 6- Diodato Olivieri
- 7- Vitantonio De Febis
- 8- Pietrantonio Marrone
- 9- Benedetto Ravicini
- 10- Angelantonio Valente
- 11- Feliciano Leone
- 12- Giovan Antoino Barone
- 13- Giacinto Di Domenicantonio
- 14- Martino Olivieri
- 15- Clemente Catitti
- 16- Benedetto Barone
- 17- Michele Barone
- 18- Giuseppe D'Ambrosio (1714-1801)
- 19- Quieto Leone
- 20- Tiburzio Ferzecca
- 21- Domenico Valente (1740-1816)
- 22- Gennaro Ravicini
- 23- Pietro Liberati
- 24- Francesco De Carolis (1725-1807)
- 25- Domenico Scipione
- 26- Donato Viceré
- 27- Giovan Berardino Catitti
- 28- Nicola Palusci
- 29- Giovanni Capone
- 30- Bartolomeo Lucci
- 31- Giovan Antonio Volpi
- 32- Gioacchino De Alexandris
- 33- Domenicantonio Di Silvestro
- 34- Francesco Leone
- 35- Angelantonio De Ovidiis
- 36- Vincislao Catitti
- 37- Martino Di Dionisio

## Sindaci dal 1800 al 1809
- 38- Giovanni De Carolis
- 39- Pietro Liberati
- 40- Giovanni Capone
- 41- Domenico D'Ambrosio (1745- ...)
- 42- Angelantonio De Ovidiis
- 43- Domenico Di Silvestro
- 44- Angelantonio De Ovidiis
- 45- Francesco Valente (1770-1816, in carica dal 1803 al 1804)
- 46- Vincislao Catitti
- 47- Gioacchino De Alexandris
- 48- Giuseppe Volpi (dal 1807 al 1809)
- 49- Carlo Volpi (dal 1809 al 1810)

## Sindaci dal 1810 al 1859
- 50- Vincislao Catitti (dal 1810 al 1811)
- 51- Alessandro Barone (dal 1811 al 1813)
- 52- Giuseppangelo Viceré (dal 1813 al 1815)
- 53- Giovanni Ferzecca (nel 1815)
- 54- Tommaso Paulitti (dal 1816 al 1818)
- 55- Gaetano De Laurentiis (dal 1819 al 1821)
- 56- Francesco Saverio De Alexandris (dal 1822 al 1824)
- 57- Giuseppangelo Viceré (dal 1825 al 1828)
- 58- Alessandro Volpi (dal 1829 al 1831)
- 59- Giovanni Ferzecca (nel 1831)
- 60- Eusanio Volpi (dal 1832 al 1836)
- 61- Fedele Volpi (dal 1837 al 1839)
- 62- Alessandro Barone (dal 1840 al 1842)
- 63- Vincenzo Barone (dal 1843 al 1845)
- 64- Alessandro Barone (dal 1846 al 1847)
- 65- Filippo De Carolis (nel 1848)
- 66- Antonio D'Ambrosio (dal 1849 al 1850)
- 67- Roberto De Ovidiis (dal 1851 al 1854)
- 68- Antonio Frattone (dal 1855 al 1858).

## Sindaci durante il Regno d'Italia fino alla Marcia su Roma
Regno d'Italia
- 69- Tommaso Volpi (dal 1859 al 1874)
- 70- Achille Barone (1829-1903, sindaco dal 1874 al 1883)
- 71- Alessandro Catitti (dal 1883 al 1886)
- 72- Angelo Tamburrini (commissario dal 1886 al 1888)
- 73- Giacomo Martella (dal 1888 al 1895)
- 74- Francesco Pensieri (dal 1895 al 1908)
- 75- Giacomo Martella (dal 1908 al 1911)
- 76- Aurelio Barone (dal 1911 al 1932, primo podestà)

## Podestà
Dopo Aurelio Barone, furono podestà:
- 77- Oreste Viceré
- 78- Antonio De Flaviis
- 79- Alessandro Viceré

## Sindaci durante la Repubblica
Repubblica italiana
- Anacleto Di Francesco (dal 12 giugno 1994 al 24 maggio 1998, Alleanza dei Progressisti)
- Enzino De Febis (dal 25 maggio 1998 al 27 maggio 2007, lista civica di centro-destra)
- Guido De Luca (dal 28 maggio 2007 al 6 maggio 2012, lista civica di centro-destra)
- Enzino De Febis (dal 7 maggio 2012 al 23 febbraio 2015, lista civica La fonte)
- Nicolino Bonanni (dal 24 febbraio 2015 al 30 maggio 2015, commissario straordinario)
- Enzino De Febis (dal 31 maggio 2015 al 22 settembre 2020, lista civica La fonte)
- Giuliana Longhi (dal 23 settembre 2020 al 3 ottobre 2021, commissario straordinario)
- Renzo Saputelli (dal 4 ottobre 2021).